# Miquel Aubà
Miguel José Aubà Fleix, más conocido como Miquel Aubà (Gandesa, Tarragona, 5 de junio de 1965-31 de enero de 2022) fue un empresario y político español, alcalde de Gandesa y senador (2015-2022).

## Biografía
Trabajó como empresario vitícola y militó en el partido político Alternativa por Gandesa - Federación de Independientes de Cataluña (AG-FIC), con el que fue elegido alcalde de Gandesa en las elecciones municipales españolas de 1999, 2003 y 2007. En las elecciones municipales de 2011 fue desplazado de la alcaldía por Carlos Luz Muñoz (CiU).

## Trayectoria política
En las elecciones generales españolas de 2015, 2016 y 2019 fue elegido senador por la circunscripción de Tarragona, siendo el más votado en los tres comicios. Se presentó como independiente dentro de la candidatura de Esquerra Republicana de Catalunya. En el Senado, fue portavoz de las siguientes Comisiones: Agricultura, Pesca y Alimentación (febrero de 2020-mayo de 2021); Despoblación y Reto demográfico (febrero-noviembre de 2020, y marzo-mayo de 2021); Peticiones (mayo de 2021-enero de 2022); además de Viceportavoz de la Comisión de Transición ecológica (febrero de 2020 - abril de 2021).

## Fallecimiento
Falleció el 31 de enero de 2022 como consecuencia de una enfermedad que le fue diagnosticada dos años antes, y que no pudo superar.